# جوليس ليون
جوليس ليون (بالإنجليزية: Jules Lion)‏ هو مصور أمريكي، ولد في 1809 في باريس في فرنسا، وتوفي في 9 يناير 1866.